# Akhiok
Akhiok (alutiiq: Kasukuak; rus: Akkhiok) és un municipi d'Alaska (Estats Units) que el 2020 tenia 63 habitants. És el poble més al sud de Kodiak. No té oficina de correus, és una ubicació rural al codi postal 99615 que pertany a Kodiak. El poble de vegades es diu Alitak, el nom d'una badia propera.